# Maqamat de al-Hariri (manuscrito)
Maqamat de al-Hariri es un manuscrito iluminado creado por Yahya ibn Mahmud al-Wasiti en 1237. El manuscrito del maqama se conserva actualmente en la Biblioteca Nacional de Francia, en París.
El manuscrito es una colección de 50 cuentos o maqamat escritos a finales del siglo XI o principios del siglo XII por Al-Hariri de Basora, un poeta árabe. Según su colofón, el manuscrito fue copiado en el año 634 del calendario islámico (equivalente a 1237 en el calendario occidental) por un copista llamado Yahya ibn Mahmud al-Wasiti, originario de Wasit, pero instalado en Bagdad. El manuscrito detalla una serie de cuentos sobre las aventuras del personaje ficticio Abu Zayd de Gorka, que viaja y engaña a los que le rodean con su habilidad en lengua árabe para ganar recompensas.
El libro está escrito con tinta roja y negra y se completa con 99 miniaturas, que representan una gran variedad de escenas de maqamat y de la vida cotidiana. La mayoría están decoradas con oro.

## Galería
|                               |
| La reina de Omán dando a luz. |

|                                   |
| Caravana de peregrinos a La Meca. |

|                                          |
| Una isla oriental, con animales míticos. |

|                                                     |
| Mercado de esclavos en la ciudad de Zabid en Yemen. |